# Lac Neyton
Pour les articles homonymes, voir Neyton.
Le lac Neyton est un petit lac artificiel, situé en Côtière, sur le territoire de Dagneux dans l'Ain. D'une superficie d'environ 1 hectare, il est très utilisé pour la pêche de loisirs. La baignade n'y est pas autorisée.

## Description
Situé sur le territoire de Dagneux, à environ 1 km du centre-ville, il a été aménagé à la fin du XXe siècle par la commune.
La source située à cet endroit au début du XXe siècle, était exploitée comme source thermale.